# 135
135 (CXXXV na numeração romana) foi um ano comum do século II do Calendário Juliano, da Era de Cristo, a sua letra dominical foi C (52 semanas), teve início e fim numa sexta-feira. Segundo o horóscopo chinês, foi o ano do Porco.
| Ano completo                       |
| ---------------------------------- |
| Ano comum com início à sexta-feira |

## Eventos
- Revolta de Barcoquebas segunda revolta dos Judeus contra Roma, liderada por Simão Barcoquebas

- Concluída construção da Biblioteca de Celso, em Éfeso, Anatólia, atualmente parte da Turquia.

## Mortes
- Simão Barcoquebas, tido como o Messias - Morto pelas tropas do Imperador Romano Adriano

- Ovídio de Braga - Bispo